# Antro del Corchia
L'Antro del Corchia è un vasto sistema di grotte di cavità di origine carsica, che si sviluppa all'interno del Monte Corchia (Alpi Apuane, Toscana).
Il sistema comprende tre grandi grotte collegate tra di loro: L'Abisso Claude Fighiera, l'Abisso Rodolfo Farolfi e l'Antro del Corchia. Con una profondità di 1.210m, oltre 20 ingressi dislocati lungo tutta la montagna e una estensione superiore agli 80 km, è una delle più grandi e profonde d'Italia.
L'Antro del Corchia avrebbe subito danni causati dalle cave vicine, contro le quali si battono le associazioni No Cav.

## Caratteristiche
La grotta è stata “scavata” da un corso d’acqua piovana che raccoglie anidride carbonica dal terreno e si insinua fra le crepe delle rocce dissolvendole e allargando le cavità.

## Storia
L'Antro del Corchia era noto col nome di Buca del Vento o Ventaiola o Buca di Eolo, per via del forte vento che si può percepire al suo ingresso (fino a 85 km/h), e venne scoperto casualmente verso la metà del XIX secolo durante le ricerche effettuate sul versante meridionale del Monte Corchia per rintracciare vene marmifere. Nel 1840 il Prof. Emilio Simi, naturalista, esplorò i primi metri della grotta e ne tracciò una pianta molto dettagliata. Nel 1865 o '66 il Prof. Igino Cocchi, durante le sue ricerche geologiche e paleontologiche, ne percorse il tratto iniziale. A queste seguirono diverse altre esplorazioni, tra cui quella di L.V. Bertarelli nel 1912 e quella del Cap. Ferrari, che scesero per pochi metri il profondo pozzo chiamato poi Pozzo Bertarelli. Nel 1923 alcuni studenti fiorentini - che costituiranno poi il Gruppo Speleologico Fiorentino - riuscì a percorrere un profondo meandro, il Canyon, e a raggiungere l'orlo del Pozzacchione, profondo una cinquantina di metri. Poi per alcuni anni l'Antro del Corchia divenne impraticabile, essendone l'ingresso ostruito dai detriti delle cave sovrastanti. Nel 1933 i cavatori riuscirono a sgombrare dai massi franati l'imbocco della voragine, rendendola nuovamente praticabile.
Nell'agosto del 1933 alcuni membri del Gruppo Speleologico Fiorentino percorsero il Canyon, scesero per primi il Pozzacchione e scoprirono la grandiosa caverna sottostante, il Salone Manaresi, che ha una superficie di circa 2.000 m². Proseguirono poi lungo gallerie molto inclinate (Gli Scivoli) e, dopo un centinaio di metri, incontrarono un pozzo di 20 metri (Pozzo delle Lame), che discesero fino a un'ampia piattaforma a quota - 228, nella quale si apre un altro pozzo (Pozzo del Portello), profondo 30 metri. Il Dr. Aldo Berzi pubblicò una nota sui risultati di questa esplorazione. Nel 1934 il Gruppo Speleologico Fiorentino riprese l'esplorazione: sotto il Pozzo del Portello scoprì quattro enormi sale intercomunicanti, costituenti la Galleria Alta, in una delle quali si incontra un torrentello. Gli speleologi avanzarono seguendo il corso del torrente, lungo la Galleria Bassa, fino al Pozzo della Gronda; lo discesero e proseguirono, superando strettoie e salti di pochi metri, fino a giungere sul ciglio del colossale Pozzo a L, profondo 42 metri. Sotto il Pozzo a L il torrente precipita in numerose cascatelle; in qualche tratto particolarmente angusto si dovettero abbattere diverse stalattiti e stalagmiti che ostruivano il passaggio. Finalmente, al termine di una galleria e dopo aver superato una strettoia, gli esploratori entrarono in un'ampia sala (Caverna Terminale), occupata in parte da un lago dalle acque profonde e limpidissime (Lago Terminale): qua si arrestò l'11 settembre 1934 la spedizione del Gruppo Speleologico Fiorentino, comunicando poi di aver raggiunto il fondo della voragine che, dal rilevamento topografico effettuato, risultò essere a quota - 541 metri rispetto all'ingresso. Pertanto l'Antro del Corchia divenne uno dei più profondi abissi esplorati in tutto il mondo, secondo solo alla Spluga della Preta (Monti Lessini, Veneto), che vantava - erroneamente - 627 metri di profondità.
In una successiva spedizione membri del Gruppo Speleologico Fiorentino discesero il Pozzo Bertarelli, che si apre in una diramazione secondaria a 40 metri di profondità ed è profondo 120 metri. La discesa di questo pozzo è stata ripetuta nel 1955 dal Gruppo Grotte Milano e nel 1961 da membri del Gruppo Speleologico Bolognese del C.A.I. e del Gruppo Speleologico Piemontese del C.A.I.-U.G.E.T.
Ulteriori esplorazioni dell'Antro del Corchia vennero effettuate dalla Sezione Geo-Speleologica della Società Adriatica di Scienze Naturali di Trieste, che nel 1956 vi raggiunse la profondità di circa 390 metri. Nel 1958 gli speleologi triestini si spinsero fino a - 535 metri, senza arrivare al punto estremo toccato dalla spedizione del 1934. Nel 1959 i triestini giunsero alla Caverna Terminale - occupata dal Lago Terminale, a 541 metri di profondità -, che gli speleologi fiorentini avevano ritenuto essere il fondo della voragine: avanzando verso nord ovest i triestini trovarono un "lago-sifone" profondo circa 5 metri, ma proseguendo verso sud est scoprirono, dietro una quinta rocciosa, che la Caverna Terminale è semplicemente l'inizio di un'ampia galleria percorsa da un grosso e impetuoso torrente sotterraneo (Torrente Émile Vidal), emissario del Lago Terminale, galleria inspiegabilmente sfuggita agli speleologi fiorentini 25 anni prima. Questo lago, oltre ad essere il collettore del torrentello che si incontra per la prima volta sotto il Pozzo del Portello e che si segue per gran parte della voragine, è il "lago-sifone" d'origine di un secondo corso d'acqua, di portata molto maggiore, in cui il torrentello affluisce come immissario. Quindi la Caverna Terminale costituisce il punto d'incontro di due sistemi ipogei, scavati da due differenti corsi d'acqua nelle viscere del Monte Corchia. I triestini riuscirono ad avanzare nella nuova galleria per oltre 150 metri, superando laghi e rapide violente; ma ad un certo punto incontrarono uno stretto pozzo in cui si gettava una cascata, occupandolo quasi interamente e rendendone impossibile la discesa; calcolarono di essere arrivati a 585 metri di profondità.
Nel 1960 il Gruppo Speleologico Bolognese del C.A.I. e lo Speleo Club Milano effettuarono tre spedizioni all'Antro del Corchia. In marzo allestirono il campo sotterraneo nel Salone Manaresi e raggiunsero l'orlo del Pozzo della Gronda, a 330 metri di profondità. In aprile il campo sotterraneo venne installato nella meravigliosa Galleria delle Stalattiti, a 300 metri di profondità: questa galleria, ricca di bellissime stalattiti e stalagmiti multicolori, spesso congiunte a formare colonne ciclopiche, è uno dei tratti più spettacolari della cavità. La voragine venne discesa fino alla Caverna Terminale, dove fu rinvenuta una bottiglia contenente un foglietto di carta con un messaggio, scritto a matita l'11 settembre 1934 (26 anni prima) dagli speleologi fiorentini. Proseguendo dalla Caverna Terminale verso sud est gli esploratori trovarono la grande galleria percorsa dal Torrente Vidal e arrivarono all'orlo della cascata che aveva arrestato la spedizione triestina del 1959 (Prima Cascata); notarono nella parete destra, al di sopra della cascata, un'ampia "finestra" che si apriva qualche metro più in alto e che raggiunsero con una non facile arrampicata (Passaggio Zuffa); la finestra era l'imbocco di una breve galleria fossile, che terminava a valle della cascata: l'ostacolo che aveva fermato un anno prima i triestini era stato aggirato. Da qui gli speleologi bolognesi e milanesi seguirono la titanica galleria per un altro centinaio di metri, fino al ciglio di una cascata alta 5-6 metri che si gettava in un ampio lago. Avendo esaurito il materiale, non poterono andare oltre.
La terza spedizione del Gruppo Speleologico Bolognese del C.A.I. e dello Speleo Club Milano ebbe luogo nell'agosto del 1960 e installò il campo sotterraneo ancora nella Galleria delle Stalattiti. In poco più di un giorno gli speleologi raggiunsero l'inizio del Torrente Vidal e in breve tempo arrivarono alla cascata sul cui bordo si erano arrestati nella precedente spedizione; da qui scesero nel lago sottostante (Lago Marika), utilizzando un canotto, e incontrarono poco più avanti un pozzo di 50 metri, nel quale precipitava un'altra fragorosa cascata (Grande Cascata). Dopo aver disceso un paio di ulteriori cascate, gli speleologi raggiunsero una piccola caverna dal suolo ricoperto da blocchi calcarei e detriti minuti, tra cui notarono lastre di uno scisto verde scuro; la cavernetta termina con un restringimento che dà adito ad un'altra sala poco più ampia, seguita da una strettissima fenditura orizzontale, e il Torrente Vidal scompare in un crepaccio impraticabile: non si può andare oltre. Gli speleologi del Gruppo Speleologico Bolognese del C.A.I. e dello Speleo Club Milano avevano raggiunto per primi il vero fondo dell'Antro del Corchia, a 668 metri di profondità, dopo 120 anni di esplorazioni.
Nel 1978, dopo aver risalito un dislivello di oltre 300 metri, gli speleologi del Gruppo Speleologico Bolognese scoprirono due nuovi ingressi dell'Antro del Corchia, che ne portarono la profondità a 950 metri: la cavità divenne allora la più profonda d'Italia.

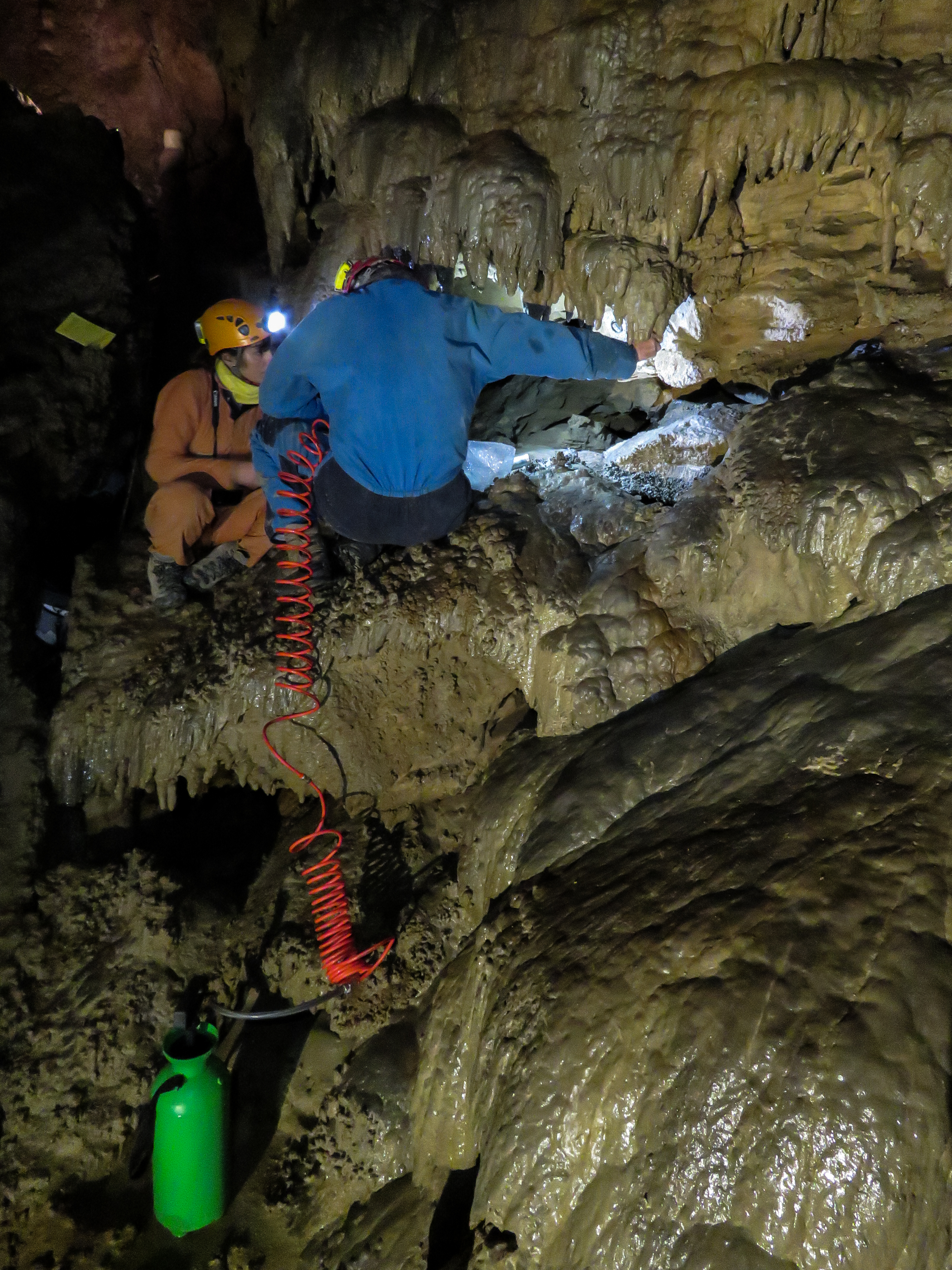
Speleologia al paleomagnetismo nel 2015

Nel 1929 gli speleologi del Gruppo Speleologico Fiorentino esplorarono per primi la Buca del Cacciatore, una piccola cavità nota da tempo ai valligiani che si apre presso la vetta del Monte Corchia, a 1.637 metri di quota.; a - 30 metri la cavità era ostruita da una frana che impediva l'avanzamento. Nel 1976 membri del Gruppo Speleologico Fiorentino prima e del Gruppo Speleologico Piemontese poi disostruirono la Buca del Cacciatore, e i piemontesi poterono entrare in un complesso e vastissimo sistema carsico che fu chiamato Abisso Claude Fighiera. Tale abisso si trova proprio al di sopra dell'Antro del Corchia, per cui nacque ovviamente la speranza che i due sistemi carsici fossero collegati. L'esplorazione dell'Abisso Fighiera fu condotta dal Gruppo Speleologico Piemontese del C.A.I.- U.G.E.T. dapprima in collaborazione col Club Méditerranéen de Spéléologie di Nizza, poi con speleologi faentini, versiliesi, maremmani, pisani, spezzini e bolognesi. Nel 1980 scesero nell'Abisso Fighiera anche speleologi polacchi. Per anni i piemontesi cercarono con i collaboratori il passaggio tra l'Abisso Fighiera e l'Antro del Corchia scendendo dall'Abisso Fighiera, mentre i fiorentini e i bolognesi lo cercarono risalendo per centinaia di metri nell'Antro del Corchia . Finalmente, nel marzo del 1983, una squadra composta da G. Badino, U. Lovera, F. Marantonio, del Gruppo Speleologico Piemontese, e da G. Pasini, del Gruppo Speleologico Bolognese, percorse i cunicoli noti come i Castighi di Dio - nel ramo Omar Khayyâm dell'Abisso Fighiera - e arrivò ad un pozzo inequivocabilmente raggiunto dagli speleologi fiorentini nelle loro risalite, come stava a dimostrare il rinvenimento alla base del pozzo di una sacchetta contenente chiodi da roccia con la sigla G.S.F.: la giunzione Abisso Fighiera - Antro del Corchia era stata effettuata.
Nell'agosto del 1980 Marco Genovesi del Gruppo Speleologico Pisano scoprì lo stretto ingresso dell'Abisso Rodolfo Farolfi, che si apre circa 700 metri a nord ovest della vetta del Monte Corchia, alla quota di 1.240 metri s.l.m. Nello stesso anno il Gruppo Speleologico Archeologico Versiliese ne iniziò l'esplorazione, che proseguì in collaborazione con speleologi pisani, spezzini, pontederesi e faentini. Nel febbraio del 1981 speleologi pisani e massesi effettuarono, percorrendo il Ramo M. Giulia, la giunzione dell'Abisso Farolfi con l'Abisso Claude Fighiera.
L'Abisso Claude Fighiera, l'Abisso Rodolfo Farolfi e l'Antro del Corchia costituiscono oggi un unico ed enorme complesso carsico, della lunghezza stimata di oltre 80 km (57 ufficialmente mappati e rilevati) e della profondità di 1.210 metri. Nell'ottobre 2016 tale complesso era, in Italia, il 3° per lunghezza e il 4° per profondità.
Nel 2001 una diramazione dell'Antro del Corchia è stata aperta al pubblico, che ne può percorrere un tratto di circa 1.020 metri, includente la suggestiva Galleria delle Stalattiti.